# Pfarrhaus (Waldkirch)

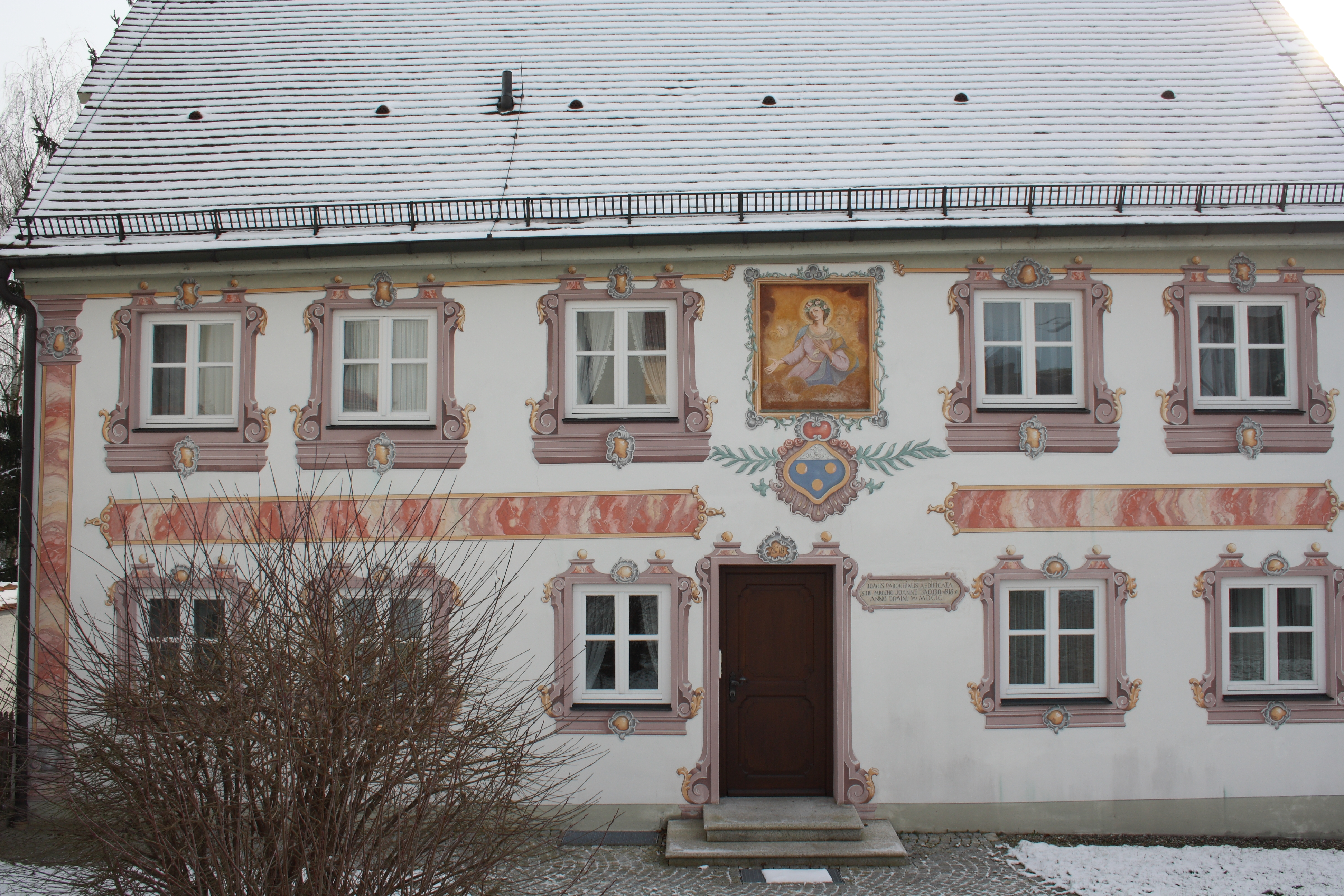
Pfarrhaus in Waldkirch

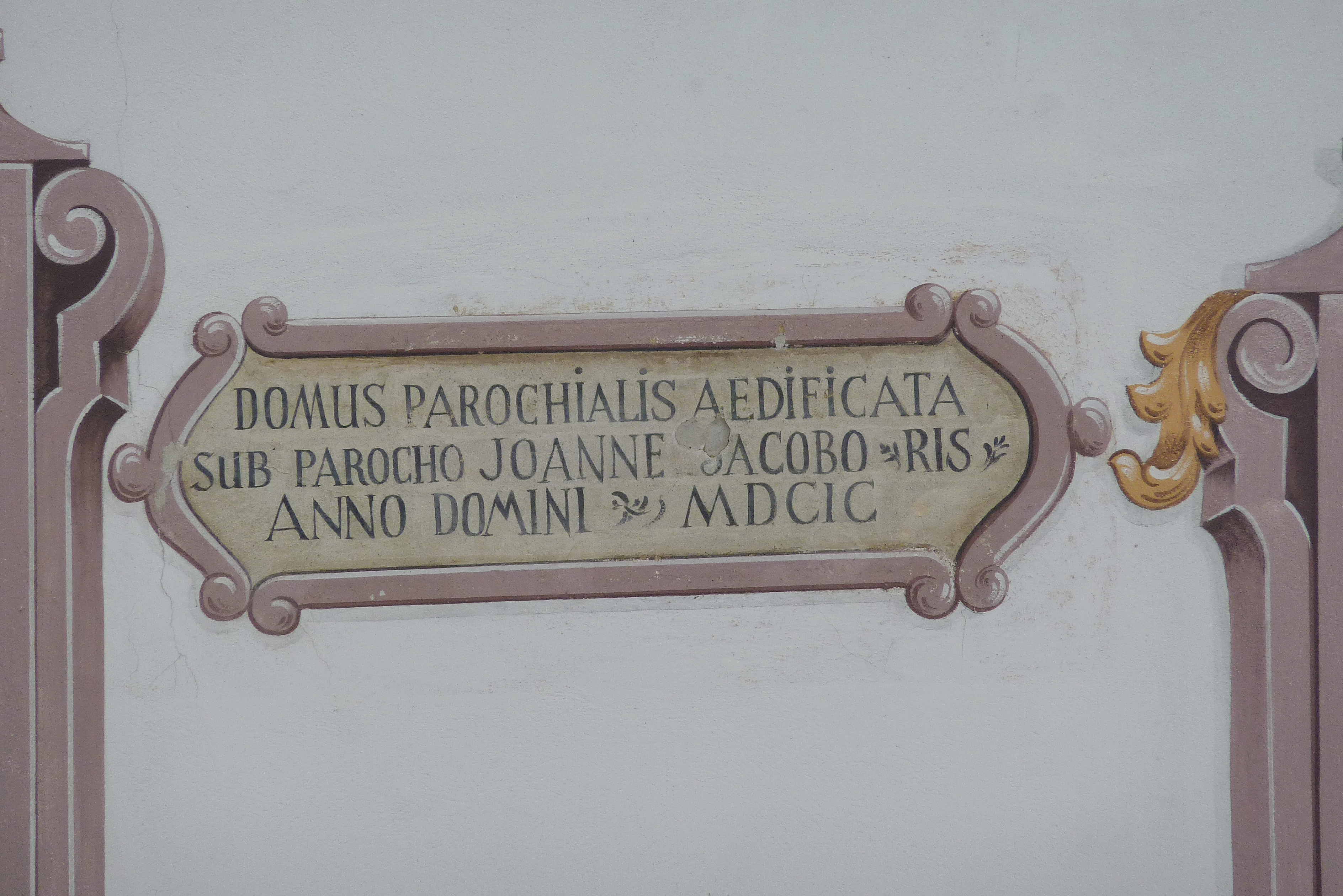
Inschrift neben dem Eingang

Das Pfarrhaus in Waldkirch, einem Gemeindeteil von Winterbach im Landkreis Günzburg im bayerischen Regierungsbezirk Schwaben, wurde 1699 errichtet. Das Pfarrhaus an der Oberdorfstraße 18, südlich der Kirche Mariä Schmerzen, ist ein geschütztes Baudenkmal.

## Beschreibung
Der zweigeschossige Satteldachbau mit rechtwinkligem Anbau aus der Mitte des 18. Jahrhunderts besitzt eine stark erneuerte Fassadenmalerei von vermutlich Anton Enderle aus der Zeit um 1750. Über dem Portal ist Maria als Rosenkranzkönigin dargestellt. 
Im Inneren ist ein Bandelwerkstuck aus der Zeit um 1740 erhalten. 